# Hiraç Yagan
Hiraç Yagan (arménien : Հրաչ Յագան, né le 3 janvier 1989 à Etterbeek) est un joueur de football arménien et belge. Son épouse est Arev Babayan.

## Biographie

### Carrière internationale
Hiraç Yagan compte deux sélections avec l'équipe d'Arménie en 2009.
Ainsi que 7 sélections avec l'équipe espoirs de l'Arménie.

## Palmarès
- Avec le Standard de Liège
  - Champion de Belgique en 2009 (2 matchs disputés)[2]